# William Phipps
William Phipps (Vincennes, 4 febbraio 1922 – Santa Monica, 1º giugno 2018) è stato un attore statunitense.
Ha recitato in oltre 70 film dal 1947 al 2000 ed è apparso in oltre 140 produzioni televisive dal 1951 al 1990.

## Biografia
Fece il suo debutto sul grande schermo nel 1947 nel cortometraggio Leben des Galilei nel ruolo di Andrea Sarti e in televisione nell'episodio Lucy and the Stranger della serie televisiva Fireside Theatre, andato in onda il 10 ottobre 1950. Interpretò poi il ruolo di Curley Bill Brocius in 16 episodi della serie televisiva Le leggendarie imprese di Wyatt Earp dal 1956 al 1961, dello zio Link in 13 episodi della serie Boone dal 1983 al 1984 e di Jake Dodge in 6 puntate della soap opera Santa Barbara nel 1984.
La sua ultima apparizione sul piccolo schermo avvenne nell'episodio Complainin' in the Rain della serie televisiva Il cane di papà, andato in onda il 27 gennaio 1990, che lo vede nel ruolo di Otto, mentre per il grande schermo l'ultima interpretazione risale al film Sordid Lives del 2000 in cui interpreta il reverendo Barnes.
Muore a Los Angeles il 1º giugno 2018 a 96 anni, a causa di un cancro ai polmoni.

## Filmografia

### Cinema
- Leben des Galilei, regia di Ruth Berlau e Joseph Losey - cortometraggio (1947)
- Odio implacabile (Crossfire), regia di Edward Dmytryk (1947)
- The Arizona Ranger, regia di John Rawlins (1948)
- Train to Alcatraz, regia di Philip Ford (1948)
- La donna del bandito (They Live by Night), regia di Nicholas Ray (1948)
- La città della paura (Station West), regia di Sidney Lanfield (1948)
- Desperadoes of Dodge City, regia di Philip Ford (1948)
- Pistole puntate (Belle Starr's Daughter), regia di Lesley Selander (1948)
- La mano deforme (Scene of the Crime), regia di Roy Rowland (1949)
- L'uomo della Torre Eiffel (The Man on the Eiffel Tower), regia di Burgess Meredith (1949)
- La chiave della città (Key to the City),  regia di George Sidney (1950)
- La carovana maledetta (The Outriders), regia di Roy Rowland (1950)
- The Vanishing Westerner, regia di Philip Ford (1950)
- Rider from Tucson, regia di Lesley Selander (1950)
- Anni perduti (Five), regia di Arch Oboler (1951)
- No Questions Asked, regia di Harold F. Kress (1951)
- La prova del fuoco (The Red Badge of Courage), regia di John Huston (1951)
- La vendicatrice dei sioux (Rose of Cimarron), regia di Harry Keller (1952)
- Il passo di Forte Osage (Fort Osage), regia di Lesley Selander (1952)
- Banditi senza mitra (Loan Shark), regia di Seymour Friedman (1952)
- Flat Top, regia di Lesley Selander (1952)
- La guerra dei mondi (The War of the Worlds), regia di Byron Haskin (1953)
- Gli invasori spaziali (Invaders from Mars), regia di William Cameron Menzies (1953)
- Giulio Cesare (Julius Caesar), regia di Joseph L. Mankiewicz (1953)
- Savage Frontier, regia di Harry Keller (1953)
- The Twonky, regia di Arch Oboler (1953)
- Northern Patrol, regia di Rex Bailey (1953)
- Forte Algeri (Fort Algiers), regia di Lesley Selander (1953)
- Quei fantastici razzi volanti (Cat-Women of the Moon), regia di Arthur Hilton (1953)
- Red River Shore, regia di Harry Keller (1953)
- Rivolta al blocco 11 (Riot in Cell Block 11), regia di Don Siegel (1954)
- La sete del potere (Executive Suite), regia di Robert Wise (1954)
- Jesse James vs. the Daltons, regia di William Castle (1954)
- Francis Joins the WACS, regia di Arthur Lubin (1954)
- Two Guns and a Badge, regia di Lewis D. Collins (1954)
- The Snow Creature, regia di W. Lee Wilder (1954)
- Uomini violenti (The Violent Men), regia di Rudolph Maté (1954)
- L'agente speciale Pinkerton (Rage at Dawn), regia di Tim Whelan (1955)
- Segnale di fumo (Smoke Signal), regia di Jerry Hopper (1955)
- Bandiera di combattimento (The Eternal Sea), regia di John H. Auer (1955)
- I due capitani (The Far Horizons), regia di Rudolph Maté (1955)
- Lord of the Jungle, regia di Ford Beebe (1955)
- Il cacciatore di indiani (The Indian Fighter), regia di André De Toth (1955)
- L'uomo dal vestito grigio (The Man in the Gray Flannel Suit), regia di Nunnally Johnson (1956)
- L'alba del gran giorno (Great Day in the Morning), regia di Jacques Tourneur (1956)
- La storia del generale Houston (The First Texan), regia di Byron Haskin (1956)
- Scialuppe a mare (Away All Boats), regia di Joseph Pevney (1956)
- Sfida alla città (The Boss), regia di Byron Haskin (1956)
- Brama di vivere (Lust for Life), regia di Vincente Minnelli (1956)
- The Desperados Are in Town, regia di Kurt Neumann (1956)
- L'uomo dalla forza bruta (The Wild Party), regia di Harry Horner (1956)
- Badlands of Montana, regia di Daniel B. Ullman (1957)
- I fratelli Rico (The Brothers Rico), regia di Phil Karlson (1957)
- Baciala per me (Kiss Them for Me), regia di Stanley Donen (1957)
- I quattro pistoleros (Escape from Red Rock), regia di Edward Bernds (1957)
- Cavalleria commandos (The Day of the Trumpet), regia di Eddie Romero (1958)
- Man on the Run, regia di Eddie Romero (1958)
- Sono un agente FBI (The FBI Story), regia di Mervyn LeRoy (1959)
- L'impero dell'odio (Black Gold), regia di Leslie H. Martinson (1963)
- Il collare di ferro (Showdown), regia di R.G. Springsteen (1963)
- Jean Harlow, la donna che non sapeva amare (Harlow), regia di Gordon Douglas (1965)
- Massacro a Phantom Hill (Incident at Phantom Hill), regia di Earl Bellamy (1966)
- Alle donne piace ladro (Dead Heat on a Merry-Go-Round), regia di Bernard Girard (1966)
- Due assi nella manica (Not with My Wife, You Don't!), regia di Norman Panama (1966)
- Sparatorie ad Abilene (Gunfight in Abilene), regia di William Hale (1967)
- Il segno della giustizia (Messenger of Death), regia di J. Lee Thompson (1988)
- In fuga a quattro zampe (Homeward Bound: The Incredible Journey), regia di Duwayne Dunham (1993)
- Sordid Lives, regia di Del Shores (2000)

### Televisione
- Pastoral - film TV (1947)
- Adventures of Wild Bill Hickok – serie TV, 1 episodio (1951)
- Gruen Guild Playhouse – serie TV, 1 episodio (1952)
- Fireside Theatre – serie TV, 3 episodi (1952)
- Gang Busters – serie TV, 1 episodio (1952)
- I'm the Law – serie TV, 1 episodio (1953)
- Cavalcade of America – serie TV, 1 episodio (1953)
- Chevron Theatre – serie TV, 4 episodi (1953)
- The Adventures of Kit Carson – serie TV, 1 episodio (1954)
- The Cisco Kid – serie TV, 2 episodi (1954)
- The Lone Wolf – serie TV, 1 episodio (1954)
- Your Favorite Story - serie TV, 3 episodi (1954)
- The Pepsi-Cola Playhouse – serie TV, 4 episodi (1954)
- Mayor of the Town – serie TV, 1 episodio (1954)
- City Detective – serie TV, 1 episodio (1954)
- Studio 57 – serie TV, 1 episodio (1955)
- The Lineup – serie TV, 1 episodio (1955)
- Le avventure di Rin Tin Tin (The Adventures of Rin Tin Tin) – serie TV, 1 episodio (1955)
- Navy Log – serie TV, episodio 1x05 (1955)
- TV Reader's Digest – serie TV, episodio 2x08 (1955)
- Celebrity Playhouse – serie TV, episodio 1x11 (1955)
- Indian Agent - film TV (1955)
- Letter to Loretta – serie TV, 1 episodio (1956)
- Ford Star Jubilee – serie TV, 1 episodio (1956)
- Le avventure di Campione (The Adventures of Champion) – serie TV, 1 episodio (1956)
- Crusader – serie TV, episodio 1x30 (1956)
- The Millionaire – serie TV, 1 episodio (1956)
- Schlitz Playhouse of Stars – serie TV, 3 episodi (1956)
- Scienza e fantasia (Science Fiction Theatre) – serie TV, episodio 2x26 (1956)
- Johnny Moccasin - film TV (1956)
- State Trooper – serie TV, episodi 1x03-1x29-2x37 (1956-1958)
- Soldiers of Fortune – serie TV, 2 episodi (1957)
- Annie Oakley – serie TV, 3 episodi (1957)
- Wire Service – serie TV, 1 episodio (1957)
- The Restless Gun – serie TV, episodio 1x02 (1957)
- Meet McGraw – serie TV, 1 episodio (1957)
- Broken Arrow – serie TV, 2 episodi (1957)
- Colt .45 – serie TV, 1 episodio (1957)
- Corky, il ragazzo del circo (Circus Boy) – serie TV, episodio 2x12 (1957)
- Trackdown – serie TV, 1 episodio (1957)
- Suspicion – serie TV, 1 episodio (1957)
- The Walter Winchell File – serie TV, 1 episodio (1958)
- Target – serie TV, 1 episodio (1958)
- The Silent Service - serie TV, 3 episodi (1958)
- Decision – serie TV, 1 episodio (1958)
- Mike Hammer – serie TV, 1 episodio (1958)
- Flight – serie TV, 3 episodi (1958)
- Maverick – serie TV, episodio 2x09 (1958)
- Cimarron City – serie TV, episodio 1x12 (1958)
- Bat Masterson – serie TV, 1 episodio (1959)
- The Rifleman – serie TV, 1 episodio (1959)
- Union Pacific – serie TV, 1 episodio (1959)
- Men Into Space – serie TV, episodio 1x01 (1959)
- Sugarfoot – serie TV, 4 episodi (1959)
- Five Fingers – serie TV, 1 episodio (1959)
- Avventure lungo il fiume (Riverboat) – serie TV, 1 episodio (1959)
- Black Saddle – serie TV, 1 episodio (1960)
- Tombstone Territory – serie TV, 2 episodi (1958-1960)
- Il tenente Ballinger (M Squad) – serie TV, 3 episodi (1957-1960)
- Ai confini della realtà (The Twilight Zone) – serie TV, 1 episodio (1960)
- Ricercato vivo o morto (Wanted: Dead or Alive) – serie TV, episodi 1x25-2x04-2x25 (1959-1960)
- Laramie – serie TV, 1 episodio (1960)
- Johnny Ringo – serie TV, 1 episodio (1960)
- General Electric Theater – serie TV, 2 episodi (1960)
- Rescue 8 – serie TV, 3 episodi (1960)
- Disneyland – serie TV, 3 episodi (1960)
- Aftermath - film TV (1960)
- Surfside 6 – serie TV, episodio 1x15 (1961)
- The Rebel – serie TV, 2 episodi (1961)
- Peter Gunn – serie TV, episodio 3x30 (1961)
- Carovana (Stagecoach West) – serie TV, episodio 1x31 (1961)
- Cheyenne – serie TV, 2 episodi (1961)
- Le leggendarie imprese di Wyatt Earp (The Life and Legend of Wyatt Earp) – serie TV, 16 episodi (1961)
- The Tall Man – serie TV, 1 episodio (1961)
- Bronco – serie TV, 1 episodio (1962)
- Thriller – serie TV, episodio 2x27 (1962)
- Scacco matto (Checkmate) – serie TV, episodio 2x26 (1962)
- Shannon – serie TV, 1 episodio (1962)
- The DuPont Show of the Week – serie TV, 2 episodi (1962)
- Frontier Circus – serie TV, 1 episodio (1962)
- Hawaiian Eye – serie TV, 1 episodio (1962)
- Perry Mason – serie TV, 2 episodi (1962)
- L'ora di Hitchcock (The Alfred Hitchcock Hour) – serie TV, un episodio (1962)
- Fbi Cape Canaveral - film TV (1963)
- Gli uomini della prateria (Rawhide) – serie TV, 2 episodi (1963)
- Stoney Burke – serie TV, 1 episodio (1963)
- Death Valley Days – serie TV, 1 episodio (1963)
- Indirizzo permanente (77 Sunset Strip) – serie TV, 2 episodi (1963)
- Sotto accusa (Arrest and Trial) – serie TV, episodio 1x18 (1964)
- La legge del Far West (Temple Houston) – serie TV, episodio 1x19 (1964)
- Carovane verso il west (Wagon Train) – serie TV, 3 episodi (1964)
- Ben Casey – serie TV, 2 episodi (1965)
- The Crisis (Kraft Suspense Theatre) – serie TV, 1 episodio (1965)
- Gunsmoke – serie TV, 5 episodi (1965)
- La leggenda di Jesse James (The Legend of Jesse James) – serie TV, 1 episodio (1965)
- Lassie – serie TV, 2 episodi (1965)
- I mostri (The Munsters) – serie TV, 1 episodio (1965)
- Combat! – serie TV, 2 episodi (1965)
- Branded – serie TV, 1 episodio (1966)
- Mr. Roberts – serie TV, 1 episodio (1966)
- Batman – serie TV, 1 episodio (1966)
- I forti di Forte Coraggio (F Troop) – serie TV, 1 episodio (1966)
- Laredo – serie TV, 2 episodi (1966)
- Il Calabrone Verde (The Green Hornet) – serie TV, 1 episodio (1966)
- Squadra speciale anticrimine (The Felony Squad) – serie TV, episodi 1x17 (1967)
- I sentieri del west (The Road West) – serie TV, 2 episodi (1967)
- La valle del mistero (Valley of Mystery) – film TV (1967)
- Dundee and the Culhane – serie TV, 1 episodio (1967)
- Selvaggio west (The Wild Wild West) - serie TV, episodio 3x10 (1967)
- Al banco della difesa (Judd for the Defense) – serie TV, 1 episodio (1967)
- Cimarron Strip – serie TV, 1 episodio (1968)
- Daniel Boone – serie TV, 2 episodi (1968)
- Mod Squad, i ragazzi di Greer (The Mod Squad) – serie TV, 1 episodio (1968)
- Tony e il professore (My Friend Tony) – serie TV, 1 episodio (1969)
- Il virginiano (The Virginian) – serie TV, 6 episodi (1962-1969)
- Il grande teatro del west (The Guns of Will Sonnett) – serie TV, 3 episodi (1968-1969)
- Mannix – serie TV, 1 episodio (1969)
- Bonanza - serie TV, episodio 11x20 (1970)
- The Intruders – film TV (1970)
- Pepper Anderson agente speciale (Police Woman) – serie TV, 1 episodio (1976)
- Sara – serie TV (1976)
- McMillan e signora (McMillan & Wife) – serie TV, 1 episodio (1976)
- Baretta – serie TV, 1 episodio (1976)
- La città degli angeli (City of Angels) - serie TV, 1 episodio (1976)
- Agenzia Rockford (The Rockford Files) – serie TV, 2 episodi (1976)
- Eleanor and Franklin – serie TV, 2 episodi (1976)
- Alla conquista dell'Oregon (The Oregon Trail) – serie TV, episodio 1x03 (1977)
- The Trial of Lee Harvey Oswald – film TV (1977)
- Charlie's Angels – serie TV, episodio 2x15 (1977)
- Space Force – film TV (1978)
- The Secret Empire - serie TV, 1 episodio (1979)
- Time Express – serie TV, 4 episodi (1979)
- Una famiglia americana (The Waltons) – serie TV, 4 episodi (1980)
- Bogie – film TV (1980)
- Flamingo Road – serie TV, 1 episodio (1981)
- La famiglia Bradford (Eight Is Enough) – serie TV, 1 episodio (1981)
- Lou Grant – serie TV, 1 episodio (1981)
- La camera oscura (Darkroom) – serie TV, 1 episodio (1981)
- The Ambush Murders – film TV (1982)
- La casa nella prateria (Little House on the Prairie) – serie TV, 1 episodio (1982)
- Tucker's Witch – serie TV, 1 episodio (1982)
- I predatori dell'Idolo d'Oro (Tales of the Gold Monkey) – serie TV, 1 episodio (1982)
- Hazzard (The Dukes of Hazzard) – serie TV, 1 episodio (1983)
- I Want to Live – film TV (1983)
- Boone – serie TV, 13 episodi (1984)
- Santa Barbara – serie TV, 6 episodi (1984)
- La signora in giallo (Murder, She Wrote) – serie TV, episodio 1x02 (1984)
- Lots of Luck – film TV (1985)
- Dallas – serie TV, 1 episodio (1985)
- T.J. Hooker – serie TV, 1 episodio (1986)
- Hill Street giorno e notte (Hill Street Blues) – serie TV, 1 episodio (1986)
- Jake & Jason Detectives (Jake and the Fatman) – serie TV, 1 episodio (1987)
- The Slap Maxwell Story – serie TV, 1 episodio (1987)
- Autostop per il cielo (Highway to Heaven) – serie TV, 2 episodi (1988)
- Probe – serie TV, 1 episodio (1988)
- Affidamento (Little Girl Lost) – film TV (1988)
- 227 – serie TV, 1 episodio (1989)
- Il cane di papà (Empty Nest) – serie TV, 2 episodi (1990)
- Man of the People - serie TV, 1 episodio (1991)

### Doppiaggio
- Cenerentola (Cinderella), regia di Clyde Geronimi, Wilfred Jackson ed Hamilton Luske (1950)

## Doppiatori italiani
Nelle versioni in italiano dei suoi film William Phipps è stato doppiato da:
- Giuseppe Rinaldi in Odio implacabile, Banditi senza mitra
- Gianfranco Bellini in La guerra dei mondi, Giulio Cesare
- Olinto Cristina in Rivolta al blocco 11
- Massimo Turci in Il cacciatore di indiani
- Pino Locchi in L'alba del gran giorno
- Bruno Persa in Sparatorie ad Abilene

Da doppiatore è sostituito da:
- Giuseppe Rinaldi in Cenerentola
- Massimo Turci in Cenerentola (ridoppiaggio)